# 3681 Boyan
3681 Boyan este un asteroid din centura principală, descoperit pe 27 august 1974 de Liudmila Cernîh.